# A Little Bit of Love
Ej att förväxlas med "A Little Bit of Loving", text på engelska till Mycke' mycke' mer.
"A Little Bit of Love" är en låt skriven av Andreas Johnson och Peter Kvint, och var Andreas Johnsons bidrag till den svenska Melodifestivalen 2007. Bidraget deltog vid semifinalen i Gävle den 24 februari 2007, och tog sig direkt vidare till finalen i Globen den 10 mars 2007, där det slutade på andra plats. Den 5 mars 2007 gavs singeln "A Little Bit of Love" ut. Singeln placerade sig som bäst på tredjeplats på försäljningslistan för singlar i Sverige, och blev en stor radiohit, både i Sveriges Radio och på reklamstationer.
Låten testades även på Svensktoppen, och tog sig in på listan den 8 april 2007 . Första veckan hamnade den på andra plats och den 15 april 2007 nådde den förstaplatsen . Den 19 augusti 2007 låg den på Svensktoppen för 20:e och sista gången  innan den slagits ut veckan därpå .
Låten har stora likheter med Glory of Love skriven 1936 av William Hill.[källa behövs]

## Låtlista
1. A Little Bit of Love
2. A Little Bit of Love (PJ Harmony Remix Version)

## Listplaceringar
| Lista (2007) | Topplacering |
| ------------ | ------------ |
| Sverige      | 3            |